# CANT Z.1007
Cant Z.1007 Alcione (Kingfisher), bio je tromotorni bombarder srednjeg doleta i nosivosti korišten tijekom Drugog svjetskog rata. Razvijen je na osnovi hidroaviona Cant Z.506, aviona koji je postavio brojne svjetske rekorde u kasnim 1930-im.

## Dizajn i razvoj

### Pozadina
U 1935. godini glavni projektant tvrtke Aeronautici e Cantieri Navali Triestini Filippo Zappata, dizajnirao je dva bombardera drvene konstrukcije: dvomotorni CANT Z.1011 i tromotorni CANT Z.1007. Na oba aviona planirana je ugradnja linijska motora Isotta-Fraschini Asso XI od 619 kW. Dizajn Z.1007 dobio je prednost i od strane dizajnera i od strane talijanskog ministarstva zrakoplovstva te je 9. siječnja 1936. naručeno 18 aviona. 23. veljače 1937. slijedila je narudžba za 16 aviona.
Prvi prototip Z.1007 poletio je u ožujku 1937. godine pokazujući svoju superiornost u okretnosti i upravljanju prema Z.1011. Njegove karakteristike bile su ipak slabije od predviđenih pa je Zappata odmah započeo veliki redizajn Z.1007 dok je izrada početne inačice ograničena na postojeću narudžbe prije probnog leta prototipa.
Z.1007 je srednje-krilac s uvlačivim tricikl podvozjem. Posadu su činila dva pilota, inženjer leta, radio-operater i bombaš/navigator. Avion je mogao nositi do 800 kg bombi a za samoobranu je imao mitraljez Breda-SAFAT kalibra 12,7 mm u otvoru na zadnjem gornjem dijelu trupa i strojnicu kalibra 7,7 mm u tunelu u donjem dijelu trupa. Nakon mnogo testiranja i ispitivanja prototipa, proizvodni avioni opremljeni su kružnim hladnjacima tako da su profili motora bili slični profilima radijalnih motora koji su kasnije ugrađivani na unaprijeđene inačice. Isporuka Z.1007 s Asso motorima započela je u veljači 1939. a njihova proizvodnja je završila već u listopadu te godine.

## Z.1007bis
U međuvremenu je Zappata nastavio razvoj znatno promijenjene inačice Z.1007bis kako bi riješio probleme uočene na originalnom avionu.  Iako je nova inačica sličila originalu bio je to zapravo potpuno novi dizajn. Tri Piaggio P. XI RC.40 radijalna motora (izvedenica od francuskog Gnome-Rhone 14K) od 736 kW zamijenila su zamijenio slabije i nepouzdane tekućinom hlađen motore. Bis je imao veći raspon i površinu krila. Iako teži za 580 kg, maksimalna težine uzlijetanja bila je veća za 888 kg što je omogućilo nošenje veće količine napadačkog i obrambenog naoružanja. Prototip Bis-a poletio je prvi put u srpnju 1939. a nakon uspješnog testiranja ušao je u veću serijsku proizvodnju s prvim isporukama krajem te godine.

## Konfiguracija i problemi
Z.1007 bio je standardni jednokrilac, sa srednje postavljenim krilima, uvlačivim podvozjem te posadom od pet ili šest osoba. Bio je potpuno drvene konstrukcije aerodinamičnog oblika. Pokretala su ga tri motora, jedan ugrađen u nosu i dva na krilima. Tromotorni dizajn bio je zajedničko svojstvo talijanskih zrakoplova iz Drugog svjetskog rata. Radi uskog trupa piloti su sjedili u tandemu a ne jedan pored drugoga kao u većini bombardera iz tog razdoblja. Vidljivost s prednjeg sjedala pilotske kabine bila je dobra dok je uloga stražnjeg pilota radi smanjenog broja instrumenata i poteškoća pri slijetanju radi loše vidljivosti, bila upitna. Kao i većina tromotornih talijanskih aviona tog doba, Z.1007 je imao oskudno obrambeno naoružanje, pouzdanost motora bila je slaba a i specifična snaga bila je mala. Z.1007 imao je problema i s uzdužnom stabilnosti koja je kasnije dijelom otklonjena s novim dizajnom s dva repa. Radi teških klimatskih uvjeta leta u Sjevernoj Africi i Rusiji drvena struktura često se odvajala, pucala i deformirala.
Ukupno je izrađeno 660 Alcione aviona.

## Naoružanje
Z.1007 imao obrambeni naoružanje od četiri mitraljeza: dva 12,7 mm i dva 7,7 mm. Glavno obrambeno mjesto bila je ručno pokretana oklopna kupola Caproni-Lanciani Delta na stražnjem gornjem dijelu trupa s 12,7 mm Scotti ili Breda-SAFAT mitraljezom. Kupola je imala dobro vatreno polje djelovanja s jedinim "slijepim" djelom iza repnih površina što je na kasnijim inačicama izbjegnuto s dvostrukim repom. 12,7 mm Breda bila je standardno oružje talijanskih bombarderatog doba. Na kasnijim inačicama ugrađivana je i električki pokretana oklopna kupola. Drugi 12,7 mm mitraljez bio je smješten u tunelu u donjem dijelu trupa iza odjeljka za bombe a polje djelovanja bilo mu je ograničeno na stražnji donji kvadrant aviona. Postojala je još pozicija s dva 7,7 mm Breda mitraljeza ali je s njima rukovala samo jedna osoba.
U horizontalne odjeljke za bombe moglo je stati 1.200 kg bombi a na nosače ispod krila mogle su se ovjesiti još dvije bombe po 500 kg. S 2.200 kg bombi avion je imao dolet od 640 km no bilo je uobičajeno ponijeti 1.200 kg s čime je maksimalni dolet iznosio 1.000 km. Z.1007 jedan je od rijetkih Regia Aereonautica bombardera s ovjesnim nosačima ispod krila. Mogućnost koja nikada nije korištena bila su dva 454 mm torpeda ukupne mase od 800 kg koja su se mogla postaviti na nosače ispod trupa.

## Korisnici
- Zrakoplovstvo NDH
- Luftwaffe (zarobljeni avioni)
- Regia Aeronautica

## Tehničke karakteristike (Z.1007bis)
Izvori podataka: The Encyclopedia of Weapons of World War II
Osnovne karakteristike
- posada: 5
- dužina: 18,35 m
- raspon krila: 24,80 m
- površina krila: 70 m2
- visina: 5,22 m

Letne karakteristike
- najveća brzina: 458 km/h
- ekonomska brzina: 338 km/h
- dolet: 1.795 km
- najveća visina leta: 7.500 m
- motor: 3× Piaggio P.XI RC.40 radialna motora